# سامسونگ تله‌کامیونیکیشن
سامسونگ تله‌کامیونیکیشن (انگلیسی: Samsung Telecommunications) شرکت تجهیزات مخابراتی کره‌ای است، که در سال ۱۹۷۷ تأسیس شد.